# Lettland i olympiska vinterspelen 2002
Lettland deltog i olympiska vinterspelen 2002. Lettlands trupp bestod av 47 idrottare varav 45 var män och 2 var kvinnor. Den äldsta idrottaren i Lettlands trupp var Andrejs Maticins (39 år, 11 dagar) och den yngsta var Maija Tīruma (18 år, 77 dagar).

## Resultat

### Alpin skidåkning
- Storslalom herrar
  - Ivars Ciaguns - ?
- Slalom herrar
  - Ivars Ciaguns - 25

### Skidskytte
- 10 km sprint herrar
  - Ilmārs Bricis - 40
  - Oļegs Maļuhins - 46
  - Jēkabs Nākums - 52
  - Gundars Upenieks - 65
- 12,5 km jaktstart herrar
  - Oļegs Maļuhins - 30
  - Ilmārs Bricis - 51
  - Jēkabs Nākums - 54
- 20 km herrar
  - Jēkabs Nākums - 35
  - Ilmārs Bricis - 39
  - Gundars Upenieks - 71
  - Oļegs Maļuhins - ?
- 4x7,5 km stafett herrar
  - Oļegs Maļuhins, Jēkabs Nākums, Gundars Upenieks och Ilmārs Bricis - 17
- 7,5 km sprint damer
  - Andžela Brice - 58
- 10 km jaktstart damer
  - Andžela Brice - ?
- 15 km damer
  - Andžela Brice - 63

### Bob
- Två-manna herrar
  - Sandis Prūsis och Mārcis Rullis - 11
  - Intars Dīcmanis och Gatis Gūts - 13
- Fyra-manna herrar
  - Sandis Prūsis, Mārcis Rullis, Jānis Silarājs och Jānis Ozols - 7
  - Gatis Gūts, Intars Dīcmanis, Māris Rozentāls och Gunārs Bumbulis - 12

### Längdskidåkning
- 15 km herrar
  - Juris Ģērmanis - 49
- 30 km herrar
  - Juris Ģērmanis - 58
- 10+10 km herrar
  - Juris Ģērmanis - 51

### Ishockey
- Herrarmas turnering
  - Kaspars Astašenko, Aleksandrs Beļavskis, Igors Bondarevs, Aigars Cipruss, Vjačeslavs Fanduļs, Viktors Ignatjevs, Artūrs Irbe, Aleksandrs Kerčs, Rodrigo Lavinš, Aleksandrs Macijevskis, Andrejs Maticins, Sergejs Naumovs, Aleksandrs Ņiživijs, Sandis Ozoliņš, Grigorijs Panteļejevs, Aleksandrs Semjonovs, Sergejs Seņins, Kārlis Skrastiņš, Oļegs Sorokins, Leonīds Tambijevs, Atvars Tribuncovs och Harijs Vītoliņš - 9

### Rodel
- Singel herrar
  - Nauris Skraustiņš - 22
  - Guntis Rēķis - 29
  - Mārtiņš Rubenis - ?
- Dubbel herrar
  - Ivars Deinis och Sandris Berzinš - 10
- Singel herrar
  - Anna Orlova - 9
  - Iluta Gaile - 10
  - Maija Tīruma - 18

### Skeleton
- Herrar
  - Tomass Dukurs - 21

### Skridsko
- 1 500 m damer
  - Ilonda Lūse - 35
- 3 000 m damer
  - Ilonda Lūse - 30